# محمد بن عبد المحسن آل علي
محمد بن عبد المحسن آل علي هو الحاكم الحادي عشر لإمارة آل علي في حائل. تولى الحكم فيما بعد عام 1800 م.
وهو حفيد محمد بن عيسى آل علي باني إمارة آل علي وأخواله آل قويعي من أسر شمر العريقه في حائل، ويعتبر ثاني أشهر أمراء الأسرة الحاكمة على الرغم من وجود ثلاثة عشر أميراً إلا أن حقبته اتسمت بتغيير جذري لأمارة الشمال حيث قام الأمير محمد بن عبد المحسن بالتحالف مع الدولة السعودية الأولى ووحد الصفوف عقائدياً وسميت حائل بلاداً تابعة للدعوة السلفية التي كانت تدعو لها القوات السعودية، ولكن الأمور لم تستمر على حالها حيث توجهت الحملة المصرية العثمانية بقيادة إبراهيم باشا إلى الدرعية عام 1818، فدمرتها وأنهت حكم آل سعود فيها وبهذا انتهت الدولة السعودية الأولى. ولكن الأمير محمد بن عبد المحسن آل علي استمر في دعوته وحيدا وتم اغتياله لتحالفه مع السعوديين أثناء الحملة، فاغتيل في مقصورة الداحس مع فهيد بن محمد الضمادي وسط حائل. وقد دفن جثمانه في مقبرة الزبارة في حائل أما رأسه فقد أرسل إلى مقر السلطنة العثمانية في أسطنبول بتركيا، وقد كتب على نصب قبره (محمد بن علي أمير المسلمين واسكنه دار السلم والسلام).
وفي ذلك قال أحد الشعراء:
- يا حيف راس الشيخ تلعب به الروم - متقابلين ٍ بينهم يجزرونه

ومحمد بن عبد المحسن هو من بنى قصر برزان ، الذي أصبح مقراً لحكم أسرة آل رشيد من بعد آل علي، وظل عامراً حتى سقوط حائل عام 1921، إذ تم هدمه وتسويته بالأرض بعد سنوات قليلة من خضوع حائل للحكم السعودي.

## إعادة ترميم قلعة أعيرف
أشار الوزير فهيد الضمادي على الأمير السمن العرابي ان يعيد ترميم قلعة (اعيرف) لتكون برج مراقبة يكشف الاجزاء المهمة التي تطل على مدينة حائل، وقام الامير بتنفيذ المشروع وإعادة بناء القلعة، وبعد الانتهاء من أعادة بناء اعيرف ارسل الأمير محمد كتابا إلى فهيد الضمادي يدعوه للحضور لمشاهدة القلعة بحلتها الجديدة [2]